# Paul Hartig (Rassentheoretiker)
Paul Hartig war ein deutscher Rassentheoretiker, Schriftsteller und Verleger.
Hartig arbeitete als Sparkassenangestellter in Jena. Völkisch-neopagane Vorstellungen zur germanischen Religion erfüllten ihn. Er begründete 1911 die Zeitschrift „Nornen. Monatsschrift für deutsche Wiedergeburt und ario-germanische Kultur“, die er im eigenen Nornen-Verlag in Jena herausgab. Ein Autor war der Wiener Ariosoph Guido von List. Sie diente später auch der Wodan-Gesellschaft als Mitteilungsblatt. 1909 gründete Hartig den nach Freimaurerart organisierten Geheimbund Wälsungen-Orden, der später mit dem Germanenorden verschmolz. 1916 propagierte er den Deutschen Volksbund, den in Berlin Jürgen von Ramin führte und dort in den Deutsch-Völkischen Schutz- und Trutzbund überführte. Die religiös-okkulten Verbände dieser Zeit gewannen aber in der NSDAP kaum Einfluss.

## Schriften
- Der deutsche Volksbund: Seine Notwendigkeit, sein Wesen und Wirken, Nornen Verlag, Jena 1918
- Der Wälsungen-Orden, Nornen Verlag, Jena 1918
- Vom künftigen Kaiserreich Deutschland, Jena 1919
- Germanische Glaubensleite Nornen Verlag, Jena 1920
- Die völkische Weltsendung, Verlag deutsche Gemeinschaft, Bad Berka 1924